# The Image (película)
The Image es protagonizada por Albert Finney, John Mahoney, Kathy Baker, y Marsha Mason. Los personajes secundarios fueron interpretados por Swoosie Kurtz y Wendie Jo Sperber. Brad Pitt también tuvo un papel secundario. Estuvo nominada por los Premios Emmy.

## Sinopsis
Jason Cromwell es un periodista de televisión en cuya investigación de un escándalo bancario conduce a un ejecutivo acusado injustamente que se suicide y lo obliga a hacer decisiones importantes sobre su vida y carrera.

## Reparto
| Actor             | Personaje              |
| ----------------- | ---------------------- |
| Albert Finney     | Jason Cromwell         |
| John Mahoney      | Irv Mickelson          |
| Kathy Baker       | Marcie Guilford        |
| Swoosie Kurtz     | Joanne Winslow-Darvish |
| Marsha Mason      | Jean Cromwell          |
| Spalding Gray     | Frank Goodrich         |
| Wendie Jo Sperber | Anita Cox              |
| David Clennon     | Dr. Sigmond Grampton   |
| Brett Cullen      | Malcolm Dundee         |
| Jim Haynie        | David Hartzfield       |
| Robert Schenkkan  | Wilton Hale            |
| Nicholas Cascone  | Sid Stillwell          |
| Beth Grant        | Martha Packard         |
| Banks Harper      | Jean Hartzfield        |
| Brad Pitt         | Steve Black            |
| Robert Aaron      | Tom Packard            |
| Adilah Barnes     | Nedra Scroggins        |